# Ваза с цветами (картина Валлайе-Костер)
«Ваза с цветами» (фр. Vase de fleurs) — натюрморт французской художницы Анны Валлайе-Костер, написанный в 1781 году. Находится в коллекции Музея изобразительного искусства в Нанси (Франция).

## История
Картина была написана в 1781 году вскоре после замужества художницы. Входит в серию цветочных букетов, создававшуюся ей с 1772 года, в которую входят, в частности, «Цветы в вазе» и «Цветы в голубой вазе».
Натюрморт поступил в Музей изобразительного искусства Нанси до 1845 года благодаря пожертвованию Больё. С 1891 по 1900 год картина реставрировалась, поскольку её поверхность пожелтела.

## Описание
Анне Валлайе-Костер удалось сделать букет из множества цветов гармоничным и уравновешенным: фарфоровая ваза бирюзово-голубого цвета сочетается с сине-зелёной листвой и маленькими цветками льна, подчёркивая жемчужно-белую столепестковую розу или ветку живокости. Розово-белая анемона хорошо сочетается со своей соседкой; золотистая листва, медвежьи ушки шоколадного цвета и, наконец, фиалки усиливают общее впечатление.
Художница этой работой показала, что является одним из крупнейших мастеров натюрморта, благодаря точности в деталях, тонкой сложности композиции и мягкости тонов.